# 內爾高峰
內爾高峰（英語：Nergaard Peak）是南極洲的山峰，位於東部南極洲的毛德皇后地，屬於奧爾萬山脈中加加林山脈的一部分，處於尼爾斯峰以南6公里，海拔高度2,475米，現時受南極條約體系管理。